# Loop (Chicago)

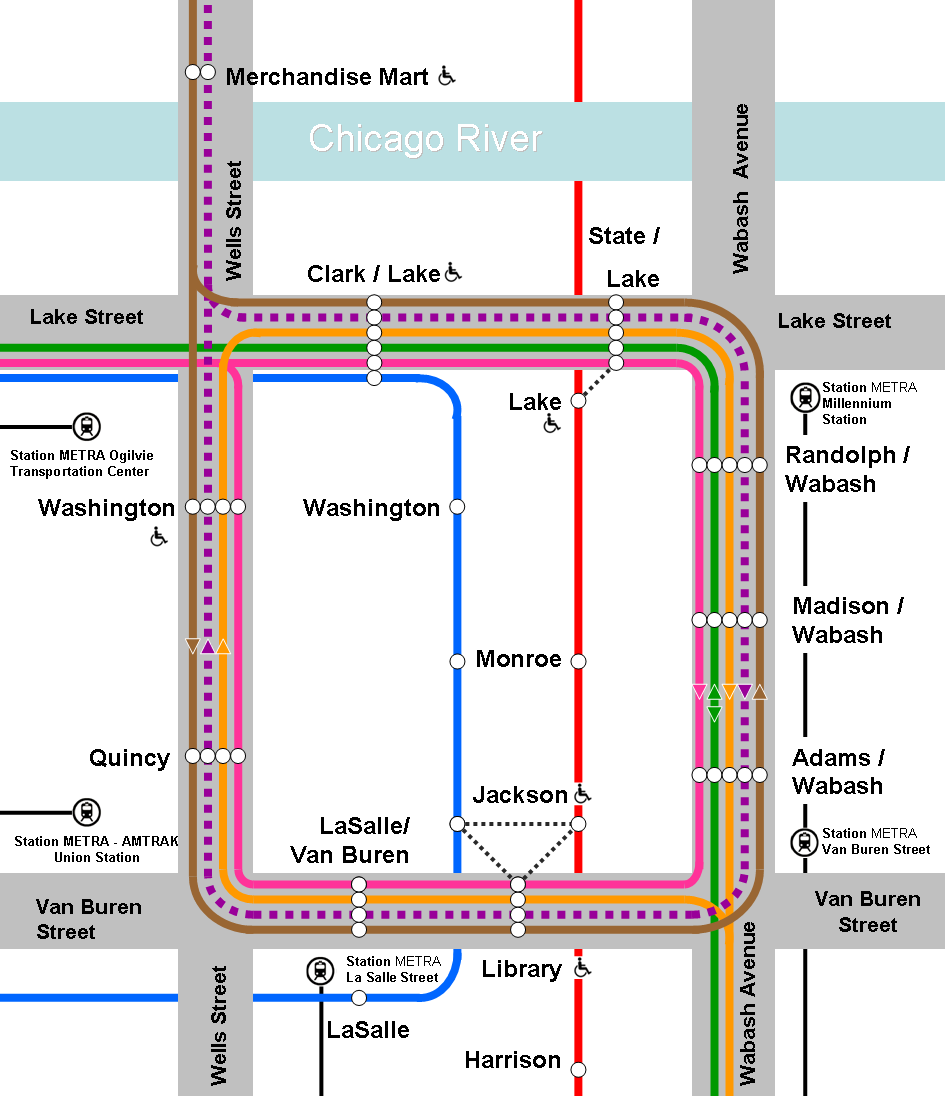
Chicago 'L'

De Loop is een bovengrondse spoorlijn op viaducten boven de straten van Chicago. De Loop is onderdeel van de metro van Chicago en werd gebouwd tussen 1895 en 1897. De wijk binnen deze ringlijn, het zakencentrum van Chicago, wordt ook wel aangeduid als de Loop.

## Infrastructuur
De lijn volgt een cirkel over Wells Street, Lake Street, Van Buren Street en Wabash Avenue. Er zijn negen bovengrondse stations aan de Loop. Vijf van de acht metrolijnen van Chicago maken van de Loop gebruik.
Nadat de cirkel gedeeltelijk was rondgereden, reden de treinen van Chicago, North Shore & Milwaukee Railroad (CNS&M) door naar Roosevelt Road even ten zuiden van de Loop. Op de terugweg naar Milwaukee namen zij de Loop via Wells Street. Een ander onderdeel van Samuel Insulls spoorbedrijven, de Chicago, Aurora and Elgin Railroad, gebruikte de Loop ook en verliet deze via Lake Street.

## Materieel
Door de beperkingen in de bouw van de Loop moesten de treinen bochten met een diameter van minder dan 30 meter kunnen nemen. Het ontwerp zou dan ook moeten bestaan uit een aantal korte geledingen. Na de Loop moesten zij met hoge snelheid naar North Chicago en verder naar Milwaukee kunnen rijden. Eenmaal in Milwaukee aangekomen moesten zij als een tram door de straten van de stad kunnen rijden.

## Galerij

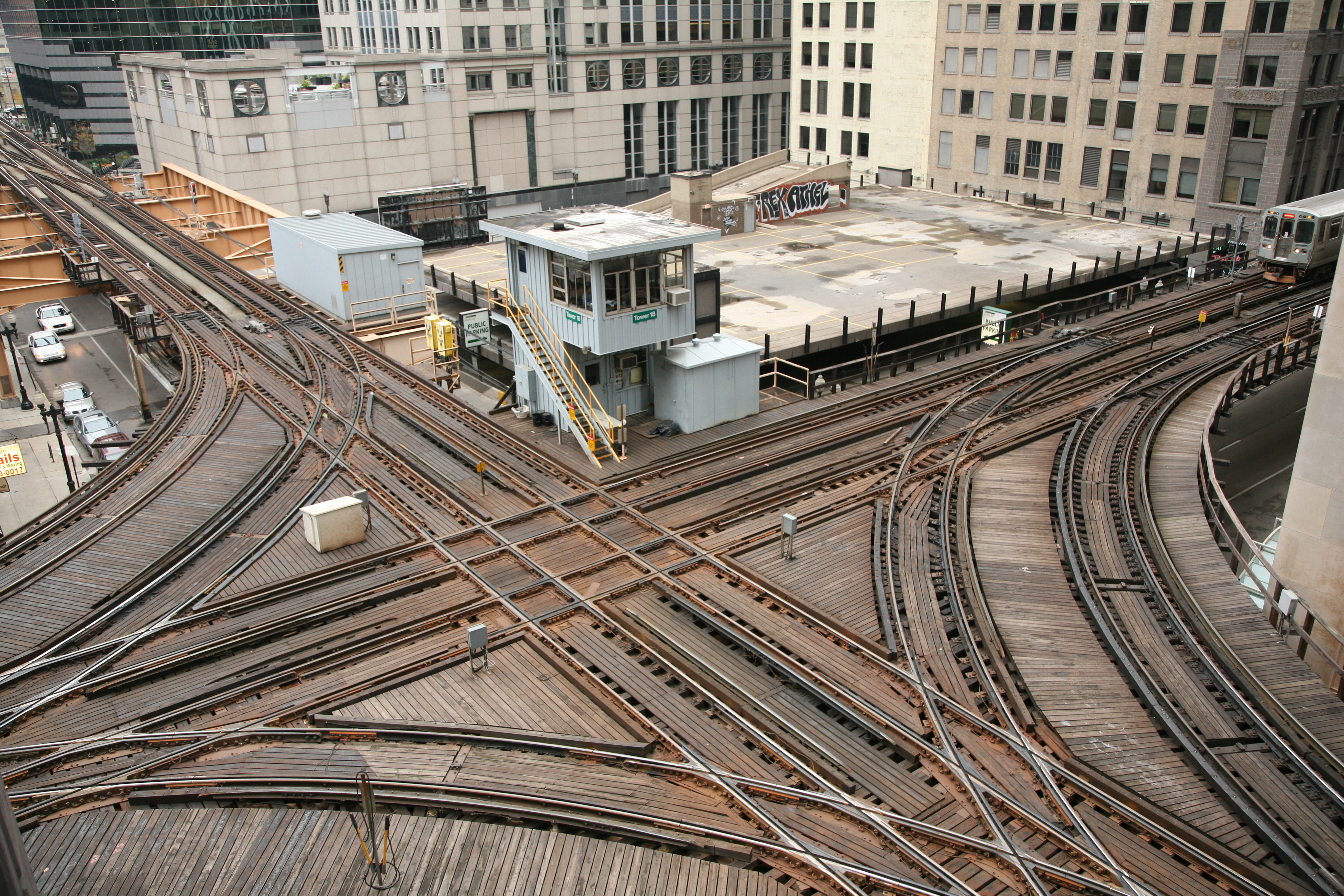
De noordwesthoek van de loop heeft een indrukwekkende kruising boven straatniveau
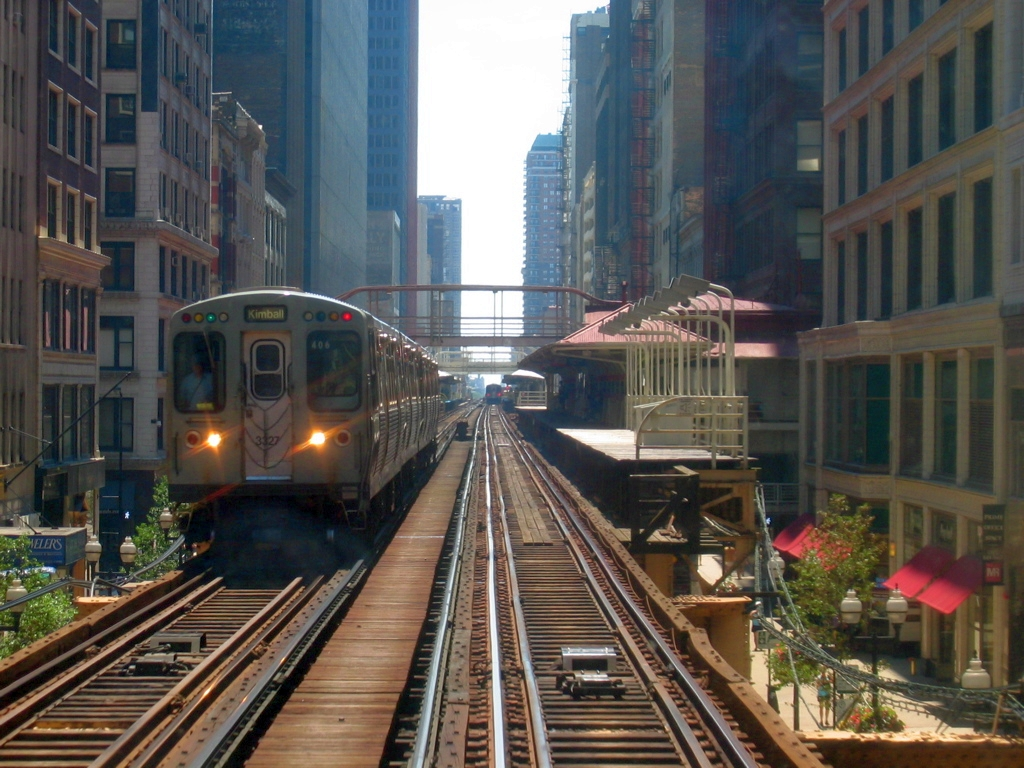
Trein van de Brown Line in station Madison/Wabash
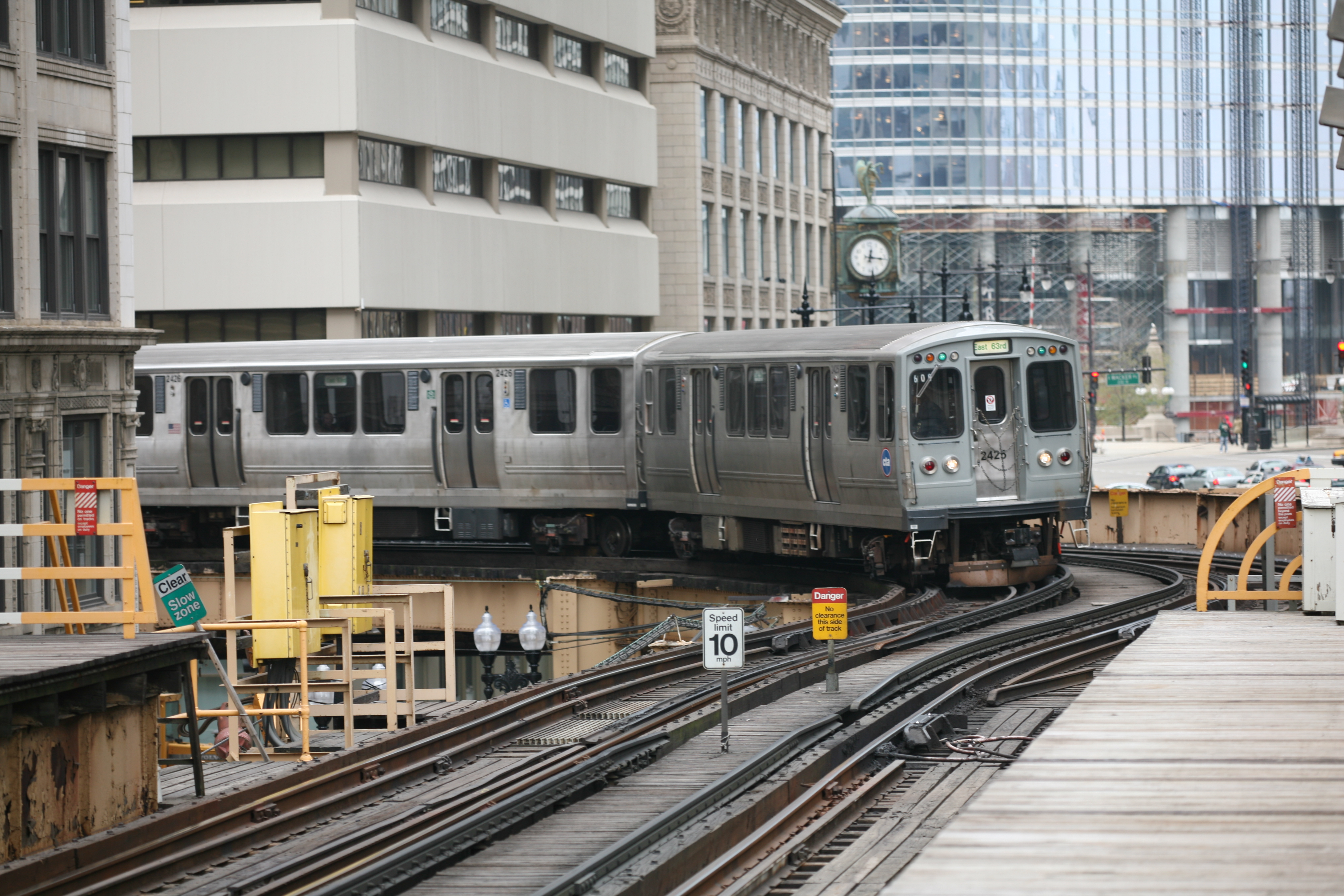
De noordoosthoek van de loop op de hoek van Lake Street en Wabash Avenue
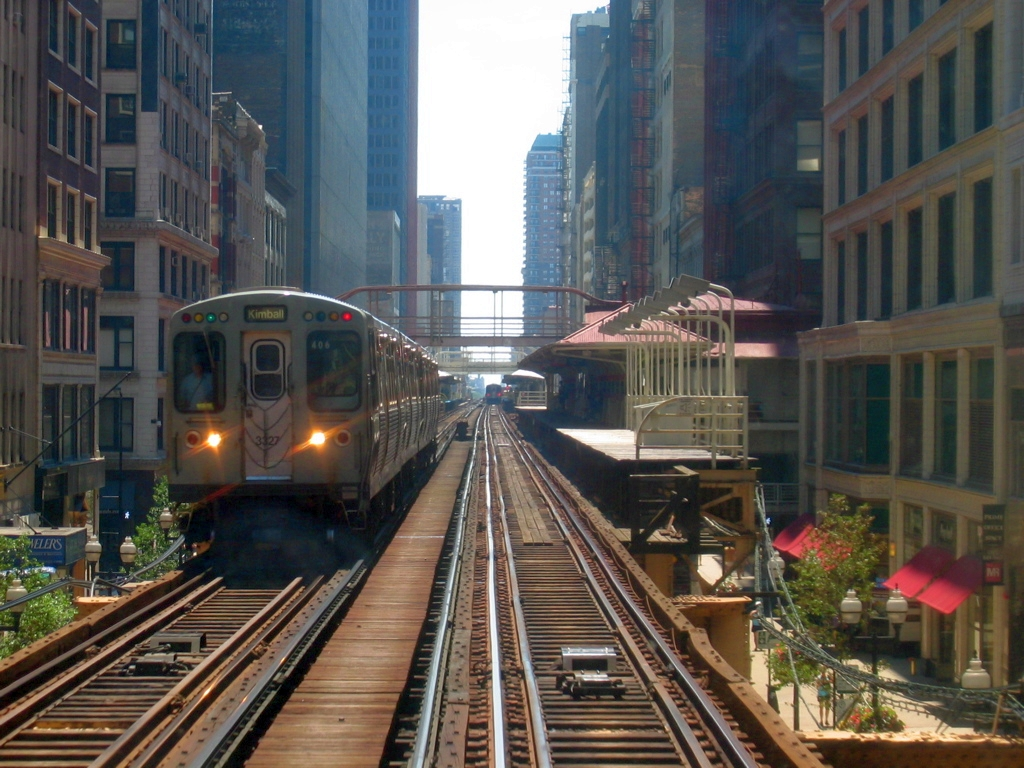
Een trein op de Brown Line op het station Madison/Wabash
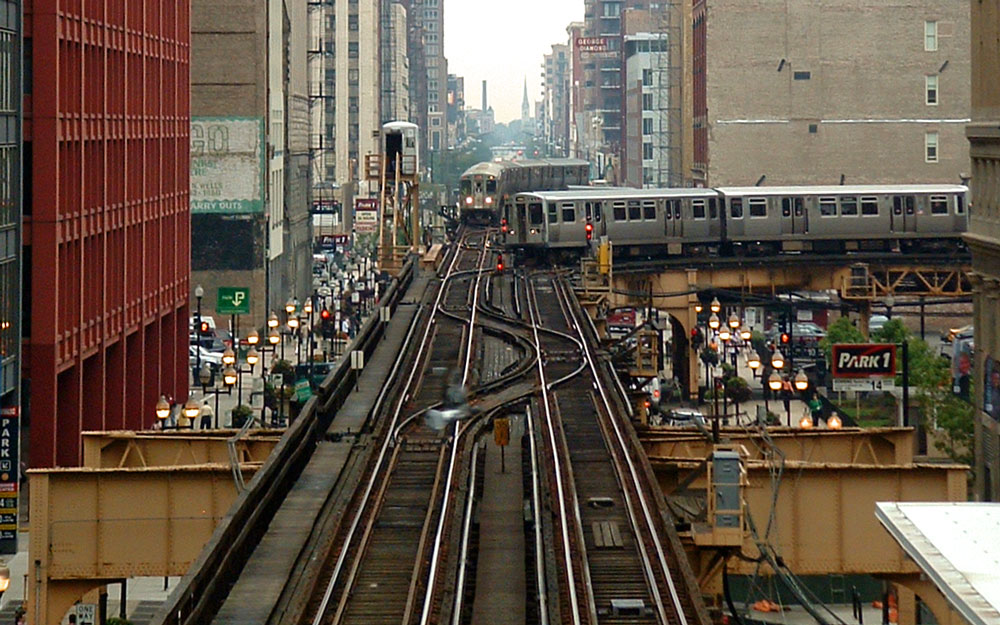
De zuidwesthoek van de loop bij Van Buren Street en Wabash Avenue
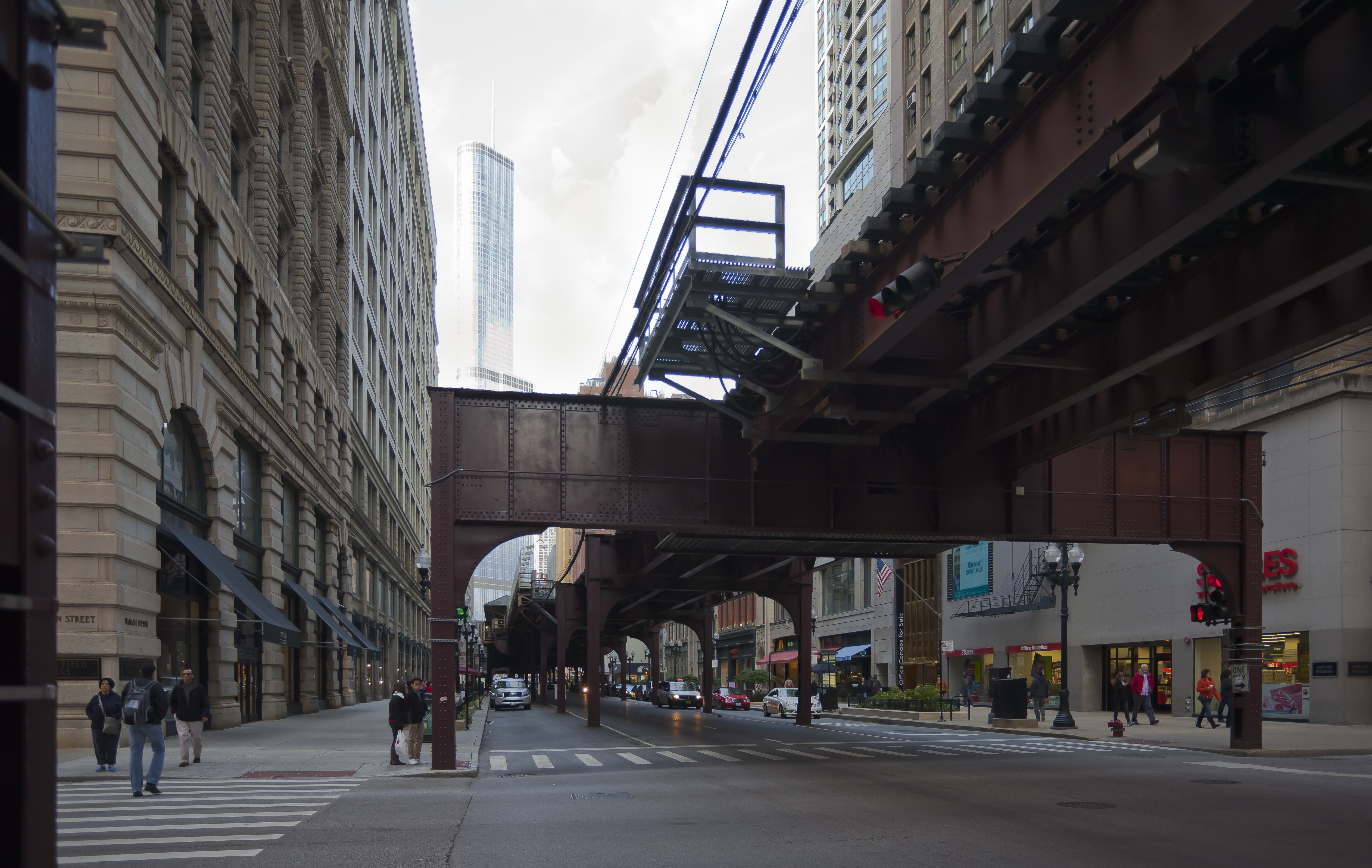
Typische constructie van de Loop
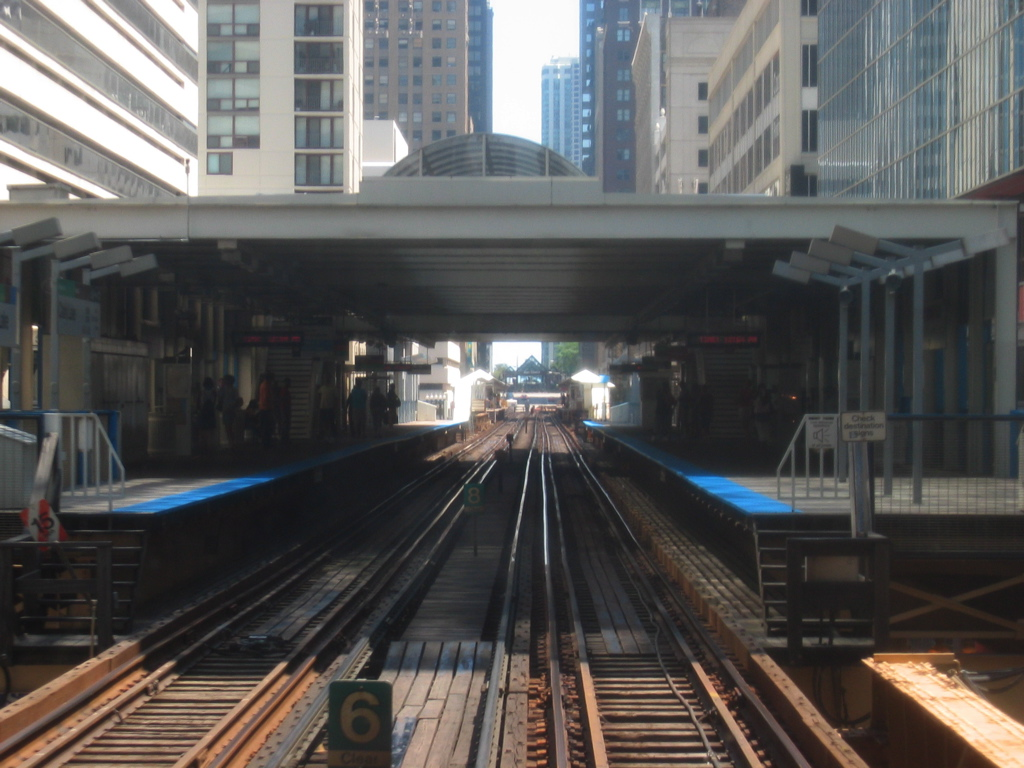
De perrons van Clark/Lake
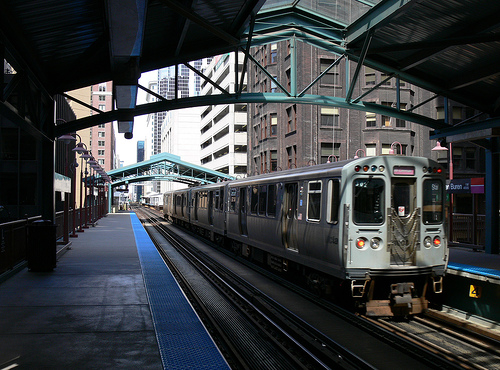
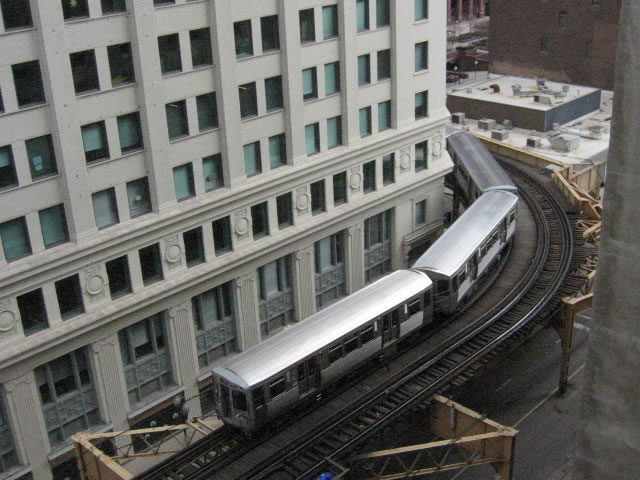
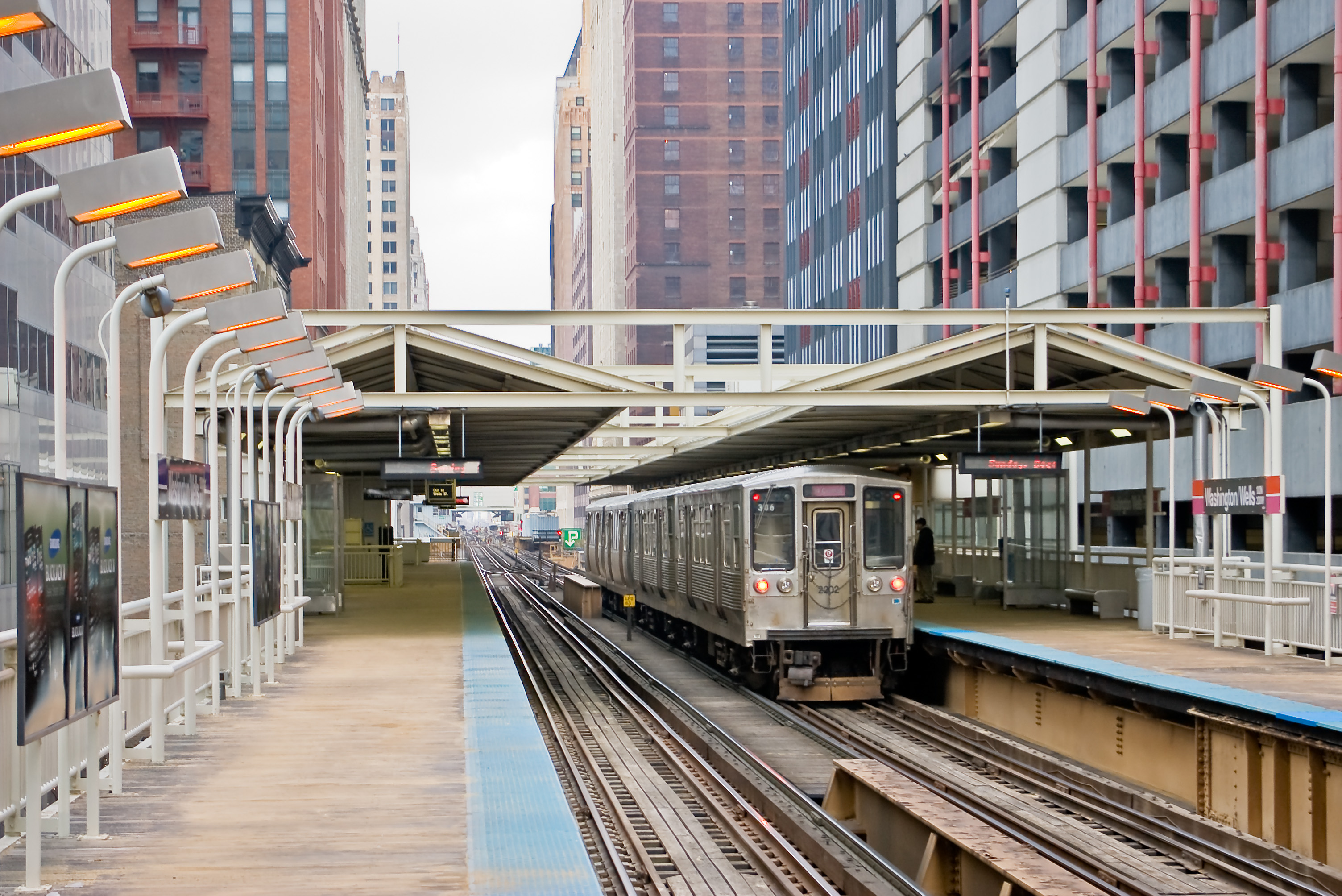